# 말레이시아어와 인도네시아어의 차이점
말레이시아어(말레이어: Bahasa Malaysia)와 인도네시아어(인도네시아어: Bahasa Indonesia)는 똑같은 말레이어이지만, 일부 문법, 단어, 어휘, 철자법 등에서 차이가 있다. 말레이시아어와 인도네시아어의 차이점을 알기 위해서는, 이 언어의 역사를 알아야 한다.

## 역사
말레이어를 사용하는 말레이인의 기원은 고대 남부티베트인과, 자바인 등을 포함한 누산타라(Nusantara; 말레이 제도) 지역 원주민들의 혼혈이다. 고대 남부티베트인들은 현재 인도네시아 땅인 자와섬, 수마트라섬 일대에 정착했으며, 이들은 현지 원주민들과 혼혈을 이루어 지금의 말레이인들이 되었다. 실제 말레이인의 정착지는 지금의 말레이시아가 아닌 인도네시아이다. 말레이시아의 경우, 오랑아슬리나 이반, 카다잔/두순, 무룻 등이 거주했으며, 말레이인들과 전혀 관련이 없었다. 하지만 많은 말레이인들이 인도네시아에서 말레이시아로 이동하면서, 현재 말레이시아 인구의 반 이상을 차지하는 말레이인 집단을 이루었다. 따라서 말레이어 사용 범위는 자연스럽게 넓어졌다. 하지만 서구 열강의 침략과 식민 지배의 결과로 이들은 서로 다른 국가 공동체를 형성하게 되어 오늘날까지 이르고 있는데, 영국이 지배한 곳은 영국령 말라야라 하여 현재 말레이시아로, 네덜란드가 지배한 곳은 네덜란드령 인도라 하여 현재 인도네시아로 계승되었다. 추가로 포르투갈이 지배한 곳은 포르투갈령 말라카라 하여 현재 말레이시아 말라카 주이며, 스페인이 지배한 타와우, 산다칸, 라하다뚜의 일부는 현재 말레이시아 사바 주의 일부로 계승되었다.
하지만 실제로 인도네시아는 말레이어를 잘 사용하지 않았으며, 현재도 말레이어를 사용하는 인도네시아인은 일부에 지닌다. 당시 인도네시아에서 사용되던 자와어는 자와섬 등 사용범위가 극히 일부에 국한되었고, 존댓말이 발달해 다른 민족들이 배우기에 상당한 어려움이 따랐다. 물론 그렇다고 해서 타 민족들이 말레이어를 사용한 것은 아니다. 그럼에도 불구하고 인도네시아인들이 말레이어를 사용하기 시작한 까닭은 서구 열강의 영향이 있었는데, 당시 포르투갈령 말라카(현재 말레이시아의 말라카)와 네덜란드령 인도의 몰루카(현재 인도네시아 몰루카 제도) 사이 말라카 해협을 두고 교류가 시작되면서 말레이어가 전파되기 시작했다. 후에 말레이어가 바타비아(현재 인도네시아의 자카르타)에 도달하면서 말레이어의 중요도는 높아진다. 당시 네덜란드령 인도의 공용어로 사용되던 네덜란드어는 주로 고위층과 서구의 지배 계급에 의해서만 주로 사용되었으며, 따라서 원주민이 사용하기에는 상당한 어려움이 있었다. 또한 네덜란드령 인도, 포르투갈령 말라카, 영국령 말라야 간의 교류를 원활하게 하기 위해서 새로운 언어의 필요성을 느꼈는데, 그것이 바로 말레이어다. 네덜란드의 경우, 말레이어를 '난잡한 말레이어'(Brabbel Maleisch)로 비하했었지만, 원활한 식민통치와 교류를 위해 말레이어의 중요성을 강조했다.
말레이어는 당시 사용 지역들이 국가 통합을 유지하는데 있어 매우 중요했다. 인도네시아의 경우, 1928년 10월 28일 청년의 맹세(Sumpah Pemuda)에서 말레이어의 중요성을 강조했는데, 이는 훗날 인도네시아가 독립할 때 말레이어를 공용어로 지정한 데 매우 중요한 역할을 했다. 1945년 인도네시아가 독립하자, 인도네시아 정부는 말레이어를 인도네시아어(Bahasa Indonesia)라는 이름으로 하여 공용어로 정했다. 말레이시아의 경우, 말레이어의 사용이 매우 자연스러운 일이었으며, 민족의식이 싹트면서 말레이어를 중요시하기 시작했고, 1957년 말레이시아가 독립하자 말레이어를 공용어로 지정했다.
현재 말레이어는 말레이시아와 인도네시아 외에 싱가포르, 브루나이 등지에서도 사용된다. 말레이시아, 싱가포르, 브루나이는 '말레이어'라 부르는 데 반해 인도네시아는 절대로 그렇게 부르지 않는다. 또한 일부 브루나이인들은 자국어를 '말레이어' 대신 브루나이어(Bahasa Brunei)라 부르기도 한다. 말레이시아에서 말레이어는 말레이시아어(말레이어: Bahasa Malaysia)로 부르기도 하는데, 이는 미국에서 영어를 '미국어'라 하지 않는 것처럼 일어날 수 없는 일이라는 비판이 존재한다. 하지만 이 문서에서는 차이점을 보다 확실하게 설명하기 위해, 말레이시아어, 인도네시아어라는 표현을 사용할 것이다.

## 알파벳과 철자법
말레이어는 라틴 문자와 아랍 문자로 표기되는데, 라틴 문자로 표기되면 루미(Rumi)라고 불린다. 반면 아랍 문자로 표기되면 자위(Jawi)라고 부른다. 자위는 말레이어를 사용하는 누산타라 지역민들이 이슬람교를 믿음에 따라 아랍 문자를 사용했는데, 이를 말레이어의 문자로 정하면서 시작된 것이다. 루미의 경우, 서구 열강의 지배 과정에서 정해진 것이다. 말레이시아의 경우, 원래는 자위를 사용했으나 영국 식민정부가 정한 자아바(Za'aba) 철자법을 사용하기 시작했고, 인도네시아는 원래부터 루미를 사용했는데, 네덜란드 식민정부가 정한 판 옵휘센(van Ophuijsen)를 일부 개정된 수완디(Soewandi)를 사용하기 시작했다. 하지만 두 철자법 사이에는 상당한 차이가 있어 상당한 불편함이 있었는데, 이를 보완하기 위해 1972년 양국의 합의로 이른바 맬린도(Malindo)라고 불리는, 이와이디(EYD; Ejaan Yang Disempurnakan) 철자법을 제정해 오늘날에 이르고 있다. 말레이시아어는 이를 100% 따르는 데 반해, 인도네시아는 일부를 따르지 않고, 아직까지도 수완디를 사용하는 경우가 있다.
| 자아바 | 수완디 | 이와이디 |
| ------ | ------ | -------- |
| u      | oe     | u        |
| ch     | tj     | c        |
| sh     | sj     | sy       |
| ny     | nj     | ny       |
| y      | j      | y        |
| j      | dj     | j        |
| kh     | ch     | kh       |

현재도 자아바나 수완디를 쓰는 경우가 가끔 있는데, 특히 인도네시아의 경우가 그렇다. 일부 이름이나 지명이 아직까지도 이와이디 대신 자아바나 수완디로 표기되는 경우가 있는데, 예를 들어 인도네시아 초대 대통령 수카르노(Sukarno)가 'Soekarno'로, 지명인 욕야카르타(Yogyakarta)가 'Jogjakarta'로 표기되는 것이 그 예다. 말레이시아의 경우, 인도네시아 만큼은 아니지만, 그래도 가끔씩 사용된다. 사라와크 주의 주도인 쿠칭(Kuching)이 예인데, '고양이'를 뜻하는 이 이름은 이와이디 기준으로 'Kucing'이 맞다. 그밖에 몇가지 예로, '찾다'(cari)를 뜻하는 'chari'나 'tjari', '도둑'(pencuri)을 뜻하는 'penchuri'나 'pentjoeri'가 있다. 1964년에 개봉한 말레이시아 영화 '3 압둘'(Tiga Abdul)의 일부에는 국민가수 P. 람리가 부른 노래 '기타 소리'(Bunyi Gitar)가 나오는데, 이 장면 자막을 보면 'ranchak(rancak)' 같이 자아바로 표기된 단어들이 등장한다.
현재는 말레이시아어와 인도네시아어 둘 다 로마자가 통용화되 있다. 하지만 알파벳을 부르는 것 자체는 다르다. 말레이시아어는 영어를 따라 '에이 비 씨'를 사용하지만, 인도네시아어는 네덜란드어를 따라 '아 베 체'를 사용한다. 따라서 WC를 읽을 때도 말레이시아어로는 '더블유 씨', 인도네시아어로는 '웨 체'라고 한다. 하지만 LPG는 둘 다 '엘피지'라고 하는 경우가 많다.

## 차이점
여기서부터는 본격적인 차이점으로 들어가겠는데, 말레이시아어와 인도네시아어의 차이점에는 철자법 외에도 단순 철자, 어휘, 그리고 일부 문법들이 조금씩 다르다. 의사소통 등에 큰 지장을 줄 정도는 아니이나, 다르기 때문에 이 점 알아두길 바란다.

### 발음
발음은 a부터 z까지 거의 그대로 읽는다. 공통적으로 표준 발음은 똑같지만, 실제로는 지역에 따라 조금씩 차이가 있으며, 말레이시아와 인도네시아의 발음은 크게 다르다. 말레이시아어의 발음 또한 서말레이시아와 동말레이시아가 또 다르다. a로 끝나는 단어의 경우, 인도네시아와 동말레이시아에서는 '아' 그대로 발음하지만(예: Tasikmalaya; 타식말라야), 서말레이시아에서는 '어'와 '으'의 중간 발음으로 e와 동일하게 발음한다(예: Melaka; 믈라크). 이런 경우 단어에 따라 '어'에 가깝게 발음되는 경우(예: Perlis; 퍼를리스)가 있고 '으'에 가깝게 발음되는 경우(예: Seremban; 스름반)가 있다. e가 '에'로 발음될 때가 있는데, 이런 경우는 beza(인도네시아어 beda)나 esa처럼 극히 예외적인 경우나 epal(인도네시아어 apel) 등 일부 외래어에 한한다.
c, k, p, t 등은 'ㅉ', 'ㄲ', 'ㅃ', 'ㄸ'와 'ㅊ', 'ㅋ', 'ㅍ', 'ㅌ'의 중간 발음인데, 최근에, 특히 말레이시아의 경우는 영어의 영향을 크게 받아 'ㅋ', 'ㅍ', 'ㅌ'에 더 가깝게 변하고 있다. 이 역시 단어에 따라 조금씩 다른데, 예를 들어 cinta의 경우 인도네시아에서는 '친따', 동말레이시아에서는 '찐따', 서말레이시아에서는 '찐뜨'에 가깝게 발음한다. h의 경우 한국어의 'ㅎ'과 유사하지만, 일상에서는 프랑스어나 스페인어 등 유럽어처럼 묵음이거나 아니면 살짝만 발음되곤 한다. 예를 들어 habis의 경우 '하비스'라 발음하는 것이 맞지만, 일상에서는 '아비스'처럼 발음된다. mahu나 tahu도 원래는 각각 '마후', '따후'이지만, 일상에서는 '마우', '따우'에 가깝게 발음되며 온라인 채팅에서는 'mau', 'tau' 등 h를 생략하기도 한다. 다만 일상에서도 사람의 이름이나 지명의 경우 h 소리를 그대로 낸다. h로 끝날 경우 매우 약하게 소리나며, 한글 표기 시 표기하지 않기도 한다.
gh, kh, q 등 아랍어의 영향을 받은 발음의 경우 목 안쪽에서 소리내며, kh는 'ㅎ'에 가깝게, q는 'ㄲ'에 가깝게 발음된다.

### 철자
철자법의 경우 약간의 차이가 있으나, 의사소통에 큰 지장을 주지는 않는다. 예를 들어, '돈'을 뜻하는 단어는 말레이시아에서는 'wang'이라 하지만, 인도네시아에서는 'uang'이라 한다.
| 인도네시아어 | 말레이시아어 |
| ------------ | ------------ |
| arti         | erti         |
| beda         | beza         |
| bisnis       | bisnes       |
| bus          | bas          |
| jabatan      | jawatan      |
| jembatan     | jambatan     |
| resmi        | rasmi        |
| rusak        | rosak        |
| sipil        | sivil        |
| taksi        | teksi        |
| tanjung      | tanjong      |
| teluk        | telok        |
| truk         | trak         |
| uang         | wang         |
| yaitu        | iaitu        |

'jabatan'이나 'tanjung'은 말레이시아에서도 사용되는데, 말레이시아의 경우, 이는 해당 기관이나 지역이 어떻게 이름을 붙이느냐에 따라 좌우된다. 예를 들어 'Tanjung ~'을 사용하면 'tanjung'으로 써야 하며, 'Tanjong ~'이라면 'tanjong'으로 써야 한다. 'tanjong'은 옛날 말레이어에서 유래한 것이다.

### 어휘
말레이시아어는 주로 영어나 아랍어의 영향을 받았는데 반해, 인도네시아어는 자바어나 네덜란드어의 영향을 받아 조금 다르다. 하지만 대개는 알아듣는다고 한다.
| 영어                  | 말레이시아어                                                                | 인도네시아어               |
| --------------------- | --------------------------------------------------------------------------- | -------------------------- |
| March                 | Mac (영어 March에서 기원)                                                   | Maret                      |
| August                | Ogos (영어 August에서 기원)                                                 | Agustus                    |
| challenge             | cabaran                                                                     | tantangan, kecabaran       |
| speak                 | bercakap, bertutur, berbual                                                 | berbicara, bercakap-cakap  |
| shop                  | kedai                                                                       | toko                       |
| ticket                | tiket (영어 ticket에서 기원)                                                | karcis, tiket              |
| pharmacy              | farmasi, kedai ubat                                                         | apotek, toko obat, farmasi |
| Monday                | Isnin                                                                       | Senin                      |
| restaurant            | restoran, kedai makan                                                       | rumah makan, restoran      |
| because               | kerana                                                                      | karena                     |
| hospital              | hospital, rumah sakit (jarang digunakan lagi)                               | rumah sakit                |
| zoo                   | taman haiwan, zoo, (말레이시아도 독립 전까지는 'kebun binatang'을 사용했다) | kebun binatang             |
| television            | televisyen                                                                  | televisi                   |
| university            | universiti                                                                  | universitas                |
| head office           | ibu pejabat                                                                 | kantor pusat               |
| chair                 | kerusi                                                                      | kursi                      |
| chairman, chairperson | pengerusi                                                                   | ketua                      |
| orange                | oren                                                                        | jeruk                      |
| apple                 | epal                                                                        | apel                       |
| car                   | kereta                                                                      | mobil/oto                  |

### 의미
일부 단어들은 같은 철자지만 다른 뜻을 지닌다. 예를 들어, bisa가 인도네시아어로는 '가능한, 할 수 있는'(영어의 can)의 의미를 지니지만, 말레이시아어로는 '독성의, 독, 독극물'(영어의 venom)의 의미를 지닌다. 이에 관해 말레이시아를 방문한 한 인도네시아인이 식당에서 주문받는 사람이 말하는 음식에 대해 모두 '된다'라는 뜻으로 'bisa'를 썼다가 '독'으로 오해했다는 재미있는 이야기도 있다. 참고로 말레이시아어로 인도네시아어 'bisa'에 해당하는 단어는 boleh, dapat이다.
| 단어          | 말레이시아어의 뜻                                                             | 인도네시아어의 뜻/유사어 |
| ------------- | ----------------------------------------------------------------------------- | --- |
| ahli          | anggota (mis. dari partai), juga pakar contoh ahli bahasa                     | pakar |
| akta          | undang-undang                                                                 | surat resmi yang disahkan oleh suatu badan resmi atau pemerintah |
| baja          | bahan untuk menyuburkan tetumbuhan                                            | besi tahan karat |
| banci         | perhitungan bilangan penduduk ("sensus")                                      | seorang berjenis kelamin wanita dan pria |
| bercinta      | menyatakan rasa kasih sayang kepada orang lain                                | melakukan hubungan seksual |
| biji          | biji benih / penjodoh bilangan (berapa biji pil)                              | benih |
| bisa          | racun                                                                         | 1. boleh, dapat; 2. racun |
| boleh         | dapat(contoh:dia boleh bicara=dia bisa/dapat bicara)                          | 1. mengizinkan (contoh:dia diizinkan bicara); 2. bisa (kebisaan) (contoh:dia memiliki kebolehan dalam bergaya); 3. bisa/ dapat (contoh:Dia boleh mengerjakan soal ujian dengan cepat) (jarang digunakan dalam makna bisa)                                                                   |
| bugil/bogel   | telanjang, langsung tidak berpakaian                                          | 1. telanjang, bugil; 2. pendek dan kecil (terdapat kesalahpahaman dalam memaknakan kata bogel di kalangan masyarakat yaitu orang kerdil) |
| bontot/buntut | punggung/pangkal (bontot senapang)                                            | ekor; terakhir (untuk urutan anak) |
| bual          | bersembang (berbual)                                                          | omong kosong (membual), cakap besar (sombong) |
| budak         | anak-anak kecil, orang muda, (hamba tidak digunakan lagi. Contoh budak raja.) | 1. hamba abdi, hamba sahaya; 2. anak-anak kecil (budak untuk makna ini dijumpai di daerah asal Melayu Sumatra dan Sunda, namun sekitar tahun 1995, beberapa ahli bahasa di indonesia dan Malaysia sempat mengkritik kata ini karena dinilai telah mengesampingkan nilai-nilai kemanusiaan.) |
| butuh/butoh   | alat kelamin lelaki (lucah)                                                   | perlu; |
| comel         | cantik dan menarik, molek                                                     | kecil manis (cantik); mungil; bagus; menggerutu, bersungut-sungut (bahasa Melayu "bersungut=mengomel") |
| email         | emel                                                                          | enamel, lapisan pelindung gigi (juga digunakan istilah émail) |
| gampang       | anak luar nikah (kesat)                                                       | mudah, senang |
| jabatan       | bagian dari penadbiran dll yg mengurus tugas-tugas tertentu                   | amanah dalam memegang kedudukan penting resmi dalam suatu pekerjaan; departemen; jawatan |
| jahat         | maling (penjahat)                                                             | durjana, tidak baik |
| jawatan       | kedudukan resmi/pangkat                                                       | kantor pemerintahan, jabatan |
| jemput        | mengajak atau menyilakan datang                                               | 1. memetik; 2. pergi mendapatkan orang yang akan diajak pergi bersama |
| jeruk         | buah-buahan (sayur, telur, ikan, dll) yang telah diasamkan (atau diasinkan)   | buah jeruk |
| jimat         | cermat (tentang uang atau penggunaan sesuatu), hemat, tidak boros             | azimat, benda bertuah |
| kacak         | tampan, menarik (bagi lelaki)                                                 | memegang kiri kanan pinggang dengan kedua-dua belah tangan (berkacak pinggang); tampak gagah, segak |
| kaki tangan   | pekerja, seorang yang diupah                                                  | anak buah (dengan konotasi negatif), seorang yang diperalat (bahasa Melayu=Barua) |
| kapan         | (kain kafan), kain penutup mayat                                              | bilamana; berbeda dengan kafan |
| karya         | gubahan hasil karya (karyawan=pekerja seni)                                   | kerja (karyawan=pekerja upahan) |
| kerajaan      | semua bentuk pemerintahan                                                     | sistem pemerintahan yang dipimpin oleh raja |
| kereta        | mobil                                                                         | semua kendaraan beroda yang digerakkan dengan tenaga mesin atau makhluk hidup |
| khidmat       | servis, kerja untuk memenuhi keperluan orang ramai                            | 1. hormat, takzim; 2. layanan (jarang atau hampir tidak digunakan lagi) |
| pajak         | gadai janji, sewaan (pajakan tanah)                                           | cukai |
| pelan         | rancangan pembinaan atau pembangunan                                          | perlahan, tidak cepat |
| pejabat       | tempat bekerja                                                                | 1. orang yang memiliki jabatan resmi (unsur pimpinan); 2. kantor (jarang atau hampir tidak digunakan) |
| pemerintah    | badan atau kumpulan orang yang mengendalikan penadbiran suatu negara          | pemerintah/ penadbir, badan tertinggi yang memerintah suatu negara |
| pengajian     | pendidikan (dari kata "mengaji")                                              | pembelajaran Alquran |
| percuma       | cuma-cuma, gratis                                                             | tidak berguna, sia-sia |
| pijat         | kutu; ralat pemrograman komputer                                              | urut |
| polis         | mata-mata, angkatan keselamatan sipil                                         | 1. dasar (asuransi dll.); 2. negara kota (di Yunani) |
| polisi        | dasar (asuransi dll.)                                                         | pemelihara keamanan, angkatan keselamatan |
| pusing        | bergerak dalam bulatan, berputar, berkeliling                                 | dalam keadaan keseimbangan terganggu serasa keadaan sekitar berputar; putar; pening, sakit kepala |
| pupuk         | menyemai (nilai murni dsb.)                                                   | penyubur tanaman |
| tambang       | bayaran penggunaan pengangkutan awam,                                         | 1. tempat menggali mineral; 2. semacam tali yang kuat |
| tandas        | jamban, tempat membuang air besar                                             | 1. menjelaskan/menyelesaikan sesuatu dengan pasti dan tegas; 2. jamban |
| sulit         | rahasia; sukar; alat sulit ("alat kelamin")                                   | sukar dicari karena tersembunyi atau jarang didapat |

일부 인도네시아어 단어들은 말레이시아어로 욕설이나 비속어, 또는 선정적인 단어들이 있는데, 예를 들면 'puka'가 그렇다. puka는 pusing kanan(우회전)의 줄임말인데, pu는 'pusing'에서, ka는 'kanan'에서 온 것이다. 'kanan'의 반의어는 'kiri'로, 따라서 'puki'가 될 수 있으나, 이는 한국어로 '보지(pussy)', '질(vagina)'에 해당하는 선정적인 단어이다. 말레이시아어 욕설 'pukimak(영어의 motherfucker 정도의 뜻)'은 '엄마'를 뜻하는 단어 'mak'이 합쳐진 것이다. 따라서 이런 류의 오해를 겪는 일이 없도록 조심해야 할 것이다.

### 어휘
뜻 외에도 약간의 어휘 차이 등이 있다. 일부 말레이시아어 단어들은 인도네시아에서 사용되지 않거나, 일부 인도네시아어 단어들이 말레이시아에서 사용되지 않는 경우가 있다. 예를 들어, 영어의 stop by에 해당하는 단어는 말레이시아어로 singgah라고 하며, 인도네시아어로는 mampir라고 한다. 하지만 mampir는 말레이시아에서는 전혀 사용되지 않는다.

## 같이 보기
- 말레이인도네시아어 문법